# Esquí de fons als Jocs Olímpics d'hivern de 2002
Als Jocs Olímpics d'Hivern de 2002 celebrats a la ciutat de Salt Lake City (Estats Units) es disputaren dotze proves d'esquí de fons, sis en categoria masculina i sis més en categoria femenina.
Les proves es realitzaren entre els dies 9 i 22 de febrer de 2002 a les instal·lacions esportives de Soldier Hollow. Hi participaren un total de 260 esquiadors, entre ells 153 homes i 107 dones, de 44 comitès nacionals diferents.

## Casos de dopatge
La competició d'esquí de fons en aquests Jocs estigué marcada per la retirada de medalles a tres esquiadors (l'espanyol Johann Mühlegg i les russes Olga Danílova i Larissa Lazútina) per donar positiu en els tests antidopatge realitzats pel Comitè Olímpic Internacional (COI) en finalitzar les proves.

## Resum de medalles

### Categoria masculina
| Prova                             | Or                                                                       | Argent                                                                      | Bronze                                                                        |
| 15 km clàssics Detalls            | Andrus Veerpalu                                                          | Frode Estil                                                                 | Jaak Mae                                                                      |
| 20 km persecució Detalls          | Thomas Alsgaard                                                          | No es concedí                                                               | Per Elofsson                                                                  |
| 20 km persecució Detalls          | Frode Estil                                                              | No es concedí                                                               | Per Elofsson                                                                  |
| 50 km clàssics Detalls            | Mikhaïl Ivanov                                                           | Andrus Veerpalu                                                             | Odd-Bjørn Hjelmeset                                                           |
| 1,5 km. esprint Detalls           | Tor Arne Hetland                                                         | Peter Schlickenrieder                                                       | Cristian Zorzi                                                                |
| 30 km amb sortida massiva Detalls | Christian Hoffmann                                                       | Mikhaïl Botvínov                                                            | Kristen Skjeldal                                                              |
| 4x10 km relleus Detalls           | NoruegaAnders Aukland · Frode Estil · Kristen Skjeldal · Thomas Alsgaard | ItàliaFabio Maj · Giorgio Di Centa · Pietro Piller Cottrer · Cristian Zorzi | AlemanyaJens Filbrich · Andreas Schlütter · Tobias Angerer · René Sommerfeldt |

### Categoria femenina
| Prova                             | Or                                                                       | Argent                                                                  | Bronze                                                                     |
| 10 km clàssics Detalls            | Bente Skari                                                              | Iúlia Txepàlova                                                         | Stefania Belmondo                                                          |
| 10 km persecució Detalls          | Beckie Scott                                                             | Kateřina Neumannová                                                     | Viola Bauer                                                                |
| 30 km clàssics Detalls            | Gabriella Paruzzi                                                        | Stefania Belmondo                                                       | Bente Skari                                                                |
| 1,5 km. esprint Detalls           | Iúlia Txepàlova                                                          | Evi Sachenbacher                                                        | Anita Moen                                                                 |
| 15 km amb sortida massiva Detalls | Stefania Belmondo                                                        | Kateřina Neumannová                                                     | Iúlia Txepàlova                                                            |
| 4x5 km relleus Detalls            | AlemanyaManuela Henkel · Viola Bauer · Claudia Künzel · Evi Sachenbacher | NoruegaMarit Bjørgen · Bente Skari · Hilde Pedersen · Anita Moen-Guidon | SuïssaAndrea Huber · Laurence Rochat · Brigitte Loretan · Natascia Cortesi |

## Medaller
| Posició | País     | Or | Argent | Bronze | Total |
| 1       | Noruega  | 5  | 2      | 4      | 11    |
| 2       | Itàlia   | 2  | 2      | 2      | 6     |
| 3       | Rússia   | 2  | 1      | 1      | 4     |
| 4       | Alemanya | 1  | 2      | 2      | 5     |
| 5       | Estònia  | 1  | 1      | 1      | 3     |
| 6       | Àustria  | 1  | 1      | 0      | 2     |
| 7       | Canadà   | 1  | 0      | 0      | 1     |
| 8       | Txèquia  | 0  | 2      | 0      | 2     |
| 9       | Suïssa   | 0  | 0      | 1      | 1     |
| 9       | Suècia   | 0  | 0      | 1      | 1     |
|         |          |    |        |        |       |
| Total   | Total    | 13 | 11     | 12     | 36    |